# Auguste Olislaeger
Auguste Alexandre Robert Joseph Olislaeger (Luik, 15 februari 1917 - 3 januari 1966) was een Belgisch volksvertegenwoordiger.

## Levensloop
Olislaeger trad binnen bij de dominicanen onder de naam Justinus in september 1942 maar trad een jaar later uit. 
Hij trad in dienst bij de christelijke ziekenkassen in Luik.
In 1954 werd hij verkozen tot provincieraadslid en in 1958 tot gemeenteraadslid van Grivegnée.
In juni 1958 werd hij verkozen tot PSC-volksvertegenwoordiger voor het arrondissement Luik en vervulde dit mandaat tot in 1965.